# Pleione (stea)
Pleione (sau 28 Tauri) este o stea situată în constelația Taurul și membră a roiului Pleiadele. Se găsește la circa 440 de ani-lumină de Terra.

## Denumire
Steaua Pleione poartă numele oceanidei Pleione, mama Pleiadelor, din mitologia greacă.

## Descriere
Pleione este o pitică albastră-albă din secvența principală de tip B cu o magnitudine aparentă medie de +5,05. Este clasată ca fiind o stea variabilă de tip Gamma Cassiopeiae, iar luminozitatea sa variază între magnitudinile +4,77 și +5,50. Desemnarea sa de stea variabilă este BU Tauri.

## Vezi și
- Pleiadele
- Atlas (stea)